# Борово (Серпецький повіт)
Борово (пол. Borowo) — село в Польщі, у гміні Росьцишево Серпецького повіту Мазовецького воєводства.
Населення — 158 осіб (2011).
У 1975-1998 роках село належало до Плоцького воєводства.

## Демографія
Демографічна структура станом на 31 березня 2011 року:
|          | Загалом | Допрацездатний вік | Працездатний вік | Постпрацездатний вік |
| -------- | ------- | ------------------ | ---------------- | -------------------- |
| Чоловіки | 87      | 22                 | 53               | 12                   |
| Жінки    | 71      | 12                 | 39               | 20                   |
| Разом    | 158     | 34                 | 92               | 32                   |